# Lista nagród i nominacji Jaya-Z
Nagrody i nominacje amerykańskiego rapera Jaya-Z.

## American Music Awards
- 2010
  - Ulubiony album hip hopowy/rapowy, Watch the Throne z Kanye Westem (nominacja)
- 2009[1]
  - Ulubiony artysta hip hopowy/rapowy (wygrana)
  - Ulubiony album hip hopowy/rapowy, The Blueprint 3 (wygrana)
- 2008[2]
  - Ulubiony album hip hopowy/rapowy, American Gangster (nominacja)
- 2004[3]
  - Ulubiony artysta hip hopowy/rapowy (wygrana)
  - Ulubiony album hip hopowy/rapowy, The Black Album (nominacja)
- 2000[4]
  - Ulubiony artysta hip hopowy/rapowy (nominacja)

## BET Awards
- 2010
  - Najlepszy artysta hip hopowy (nominacja)
  - Najlepsza kolaboracja, „Empire State of Mind” z Alicią Keys (wygrana)
  - Wideoklip roku, „Empire State of Mind” z Alicią Keys (nominacja)
  - Wideoklip roku, „Run This Town” z Rihanną i Kanye Westem (nominacja)
  - Wybór widzów, „Run This Town” z Rihanną i Kanye Westem (nominacja)
- 2008[5]
  - Najlepszy artysta hip hopowy (nominacja)
- 2007[6]
  - Najlepsza kolaboracja, „Upgrade U” z Beyoncé (nominacja)
  - Najlepsza kolaboracja, „Déjà Vu” z Beyoncé (nominacja)
  - Najlepszy artysta hip hopowy (nominacja)
- 2005[7]
  - Wideoklip roku, „99 Problems” (nominacja)
  - Najlepszy artysta hip hopowy (nominacja)
- 2004[8]
  - Najlepszy artysta hip hopowy (wygrana)
  - Wideoklip roku, „Crazy in Love” z Beyoncé (nominacja)
  - Wybór widzów, „Crazy in Love” z Beyoncé (nominacja)
  - Najlepsza kolaboracja, „Crazy in Love” z Beyoncé (wygrana)
- 2003[9]
  - Najlepszy artysta hip hopowy (nominacja)
  - Najlepsza kolaboracja, „’03 Bonnie & Clyde” z Beyoncé (nominacja)
- 2002[10]
  - Najlepszy artysta hip hopowy (nominacja)
- 2001[11]
  - Najlepszy artysta hip hopowy (wygrana)
  - Wybór widzów, „I Just Wanna Luv U (Give It 2 Me)” (nominacja)

## BET Hip Hop Awards
- 2009[12]
  - Piosenka roku, „D.O.A. (Death of Auto-Tune)” (nominacja)
  - Wideoklip roku, „D.O.A. (Death of Auto-Tune)” (nominacja)
  - Autor tekstów roku (wygrana)
  - Najlepszy artysta koncertowy (wygrana)
  - MVP roku (wygrana)
  - Nagroda specjalna: Made You Look (nominacja)
  - Cwaniak roku (wygrana)
- 2008[13]
  - Piosenka roku, „Roc Boys (And the Winner Is...)” (nominacja)
  - Autor tekstów roku (nominacja)
  - Najlepszy artysta koncertowy (nominacja)
  - MVP roku (nominacja)
  - Album roku, American Gangster (nominacja)
  - Cwaniak roku (nominacja)
- 2007[14]
  - Cwaniak roku (nominacja)
  - Album roku, Kingdom Come (nominacja)
  - Autor tekstów roku (nominacja)
  - MVP roku (nominacja)
- 2006[15]
  - Cwaniak roku (wygrana)

## Brit Awards
- 2010[16]
  - Najlepszy międzynarodowy artysta (wygrana)
  - Najlepszy album międzynarodowy, The Blueprint 3 (nominacja)
- 2009[17]
  - Najlepszy międzynarodowy artysta (nominacja)

## Grammy
- 2012
  - Najlepszy album rapowy, Watch the Throne z Kanye Westem (nominacja)
  - Najlepszy rapowy utwór, „Otis” z Kanye Westem (nominacja)
  - Najlepsze rapowe nagranie, „Otis” z Kanye Westem (wygrana)
- 2011
  - Najlepsza współpraca rapowo-wokalna, „Empire State of Mind” z Alicią Keys (wygrana)
  - Nagranie roku, „Empire State of Mind” z Alicią Keys (nominacja)
  - Najlepszy utwór rapowy, „Empire State of Mind” z Alicią Keys (wygrana)
  - Najlepszy utwór rapowy, „On to the Next One” ze Swizz Beatzem (nominacja)
  - Najlepszy utwór rapowy duetu lub grupy, „On to the Next One” ze Swizz Beatzem (wygrana)
  - Najlepszy album rapowy, The Blueprint 3 (nominacja)
- 2010[18]
  - Najlepszy utwór rapowy solowego artysty, „D.O.A. (Death of Auto-Tune)” (wygrana)
  - Najlepszy rapowy utwór duetu lub grupy, „Money Goes, Honey Stays” z Fabolousem (nominacja)
  - Najlepsza rapowa/wokalna współpraca, „Run This Town” z Rihanną i Kanye Westem (wygrana)
  - Najlepsza rapowa piosenka, „Run This Town” z Rihanną i Kanye Westem (wygrana)
  - Najlepsza rapowa piosenka, „D.O.A. (Death of Auto-Tune)” (nominacja)
- 2009[19]
  - Najlepszy rapowy utwór duetu lub grupy, „Mr. Carter” z Lil Wayne'em (nominacja)
  - Najlepszy rapowy utwór duetu lub grupy, „Swagga Like Us” z T.I., Kanye Westem i Lil Wayne’em (wygrana)
  - Najlepsza rapowa piosenka, „Swagga Like Us” z T.I., Kanye Westem i Lil Wayne’em (nominacja)
  - Najlepszy rapowy album, American Gangster (nominacja)
  - Najlepszy utwór rapowy solowego artysty, „Roc Boys (And the Winner Is...)” (nominacja)
- 2008[20]
  - Nagranie roku, „Umbrella” z Rihanną (nominacja)
  - Piosenka roku, „Umbrella” z Rihanną (nominacja)
  - Najlepsza rapowa/wokalna współpraca, „Umbrella” z Rihanną (wygrana)
  - Najlepszy rapowy album, Kingdom Come (nominacja)
  - Najlepszy utwór rapowy solowego artysty, „Show Me What You Got” (nominacja)
- 2007[21]
  - Najlepsza rapowa/wokalna współpraca, „Déjà Vu” z Beyoncé (nominacja)
  - Najlepsza piosenka R&B, „Déjà Vu” z Beyoncé (nominacja)
- 2006[22]
  - Najlepsza rapowa/wokalna współpraca, „Numb/Encore” z Linkin Park (wygrana)
- 2005[23]
  - Najlepsza rapowa piosenka, „99 Problems” (nominacja)
  - Najlepszy utwór rapowy solowego artysty, „99 Problems” (wygrana)
  - Najlepszy rapowy album, The Black Album (nominacja)
- 2004[24]
  - Najlepszy rapowy album, The Blueprint²: The Gift & The Curse (nominacja)
  - Najlepsza rapowa piosenka, „Excuse Me Miss” z Pharrellem (nominacja)
  - Najlepszy utwór rapowy solowego artysty, „Frontin'” z Pharrellem (nominacja)
  - Najlepsza piosenka R&B, „Crazy in Love” z Beyoncé (wygrana)
  - Najlepsza rapowa/wokalna współpraca, „Crazy in Love” z Beyoncé (wygrana)
  - Nagranie roku, „Crazy in Love” z Beyoncé (nominacja)
- 2003[25]
  - Najlepszy utwór rapowy solowego artysty, „Song Cry” (nominacja)
- 2002[26]
  - Najlepszy utwór rapowy solowego artysty, „Izzo (H.O.V.A.)” (nominacja)
  - Najlepszy rapowy utwór duetu lub grupy, „Change the Game” z Memphisem Bleekem i Beanie Sigelem (nominacja)
  - Najlepszy rapowy album, The Blueprint (nominacja)
- 2001[27]
  - Najlepszy rapowy utwór duetu lub grupy, „Big Pimpin'” z UGK (nominacja)
  - Najlepszy rapowy album, Vol. 3... Life and Times of S. Carter (nominacja)
- 1999[28]
  - Najlepszy rapowy album, Vol. 2... Hard Knock Life (wygrana)
  - Najlepszy rapowy utwór duetu lub grupy, „Money Ain't a Thang” z Jermaine’em Duprim (nominacja)
  - Najlepszy utwór rapowy solowego artysty, „Hard Knock Life” (nominacja)

## Kids’ Choice Awards
- 2010[29]
  - Ulubiony artysta (wygrana)

## MOBO Awards
- 2010
  - Najlepszy artysta międzynarodowy (nominacja)
- 2009[30]
  - Najlepszy artysta międzynarodowy (nominacja)
- 2008[31]
  - Najlepszy artysta hip hopowy (nominacja)
- 2007[32]
  - Najlepszy wideoklip, „Umbrella” z Rihanną (nominacja)
- 2006[33]
  - Najlepszy artysta międzynarodowy (wygrana)
  - Najlepsza piosenka, „Déjà Vu” z Beyoncé (wygrana)
  - Najlepszy wideoklip, „Déjà Vu” z Beyoncé (wygrana)
- 2004[34]
  - Najlepszy album, The Black Album (nominacja)
  - Najlepszy artysta hip hopowy (nominacja)
  - Najlepszy wideoklip, „99 Problems” (nominacja)
- 2003[35]
  - Najlepszy artysta hip hopowy (nominacja)
  - Najlepsza piosenka, „Crazy in Love” z Beyoncé (nominacja)
  - Najlepszy wideoklip, „Crazy in Love” z Beyoncé (nominacja)
- 1999[36]
  - Najlepszy artysta międzynarodowy (nominacja)
  - Najlepszy artysta hip hopowy (wygrana)
  - Najlepszy singel międzynarodowy, „Hard Knock Life (Ghetto Anthem)” (nominacja)

## MTV Europe Music Awards
- 2010
- Najlepszy artysta hip hopowy, z Kanye Westem (nominacja)
- 2009[37]
  - Najlepszy artysta (nominacja)
  - Najlepszy artysta miejski (wygrana)
- 2007[38]
  - Najbardziej uzależniający utwór, „Umbrella” z Rihanną (nominacja)
- 2004[39]
  - Najlepszy wideoklip, „99 Problems” (nominacja)
  - Najlepszy artysta (nominacja)
  - Najlepszy artysta hip hopowy (nominacja)
- 2003[40]
  - Najlepsza piosenka, „Crazy in Love” z Beyoncé (wygrana)
  - Najlepszy artysta hip hopowy (nominacja)

## MTV Video Music Awards
- 2010
  - Najlepszy wideoklip hip hopowy, „On to the Next One” (nominacja)
  - Najlepszy utwór kolaboracyjny, „Empire State of Mind” z Alicią Keys (nominacja)
  - Najlepsza reżyseria, „Empire State of Mind” z Alicią Keys (nominacja)
  - Najlepsze zdjęcia, „Empire State of Mind” z Alicią Keys (wygrana)
- 2009[41]
  - Najlepszy wideoklip, „D.O.A. (Death of Auto-Tune)” (nominacja)
  - Najlepszy wideoklip hip hopowy, „D.O.A. (Death Of Auto-Tune)” (nominacja)
- 2007[42]
  - Wideoklip roku, „Umbrella” z Rihanną (wygrana)
  - Singel roku, „Umbrella” z Rihanną (wygrana)
  - Najlepsza reżyseria, „Umbrella” z Rihanną (nominacja)
  - Czterokrotna działalność roku (nominacja) (kategoria honorująca artystów, którzy działają jednocześnie w co najmniej czterech dziedzinach)
- 2004[43]
  - Wideoklip roku, „99 Problems” (nominacja)
  - Najlepszy męski wideoklip, „99 Problems” (nominacja)
  - Najlepszy wideoklip rapowy, „99 Problems” (wygrana)
  - Najlepsza reżyseria, „99 Problems” (wygrana)
  - Najlepszy montaż, „99 Problems” (wygrana)
  - Najlepsze zdjęcia, „99 Problems” (wygrana)
- 2003[44]
  - Najlepszy żeński wideoklip, „Crazy in Love” z Beyoncé (wygrana)
  - Najlepszy wideoklip R&B, „Crazy in Love” z Beyoncé (wygrana)
  - Najlepszy wideoklip hip hopowy, „’03 Bonnie & Clyde” z Beyoncé (nominacja)
- 2001[45]
  - Najlepszy rapowy wideoklip, „I Just Wanna Luv U (Give It 2 Me)” (nominacja)
- 2000[46]
  - Najlepszy wideoklip rapowy, „Big Pimpin'” z UGK (nominacja)
- 1999[47]
  - Najlepszy wideoklip rapowy, „Can I Get a...” z Ja Rule'em i Amil (wygrana)
  - Najlepszy wideoklip filmowy, „Can I Get a...” z Ja Rule’em i Amil (nominacja)
  - Wybór widzów, „Can I Get a...” z Ja Rule’em i Amil (nominacja)

## MTV Video Music Awards Japan
- 2010[48]
  - Wideoklip roku, „Empire State of Mind” z Alicią Keys (nierozstrzygnięty)
  - Najlepszy wideoklip hip hopowy, „Empire State of Mind” z Alicią Keys (nierozstrzygnięty)
  - Najlepszy wideoklip kolaboracyjny, „Empire State of Mind” z Alicią Keys (nierozstrzygnięty)
- 2008[49]
  - Wideoklip roku, „Umbrella” z Rihanną (nominacja)
- 2007[50]
  - Najlepszy wideoklip hip hopowy, „Show Me What You Got” (nominacja)
- 2005[51]
  - Najlepsza kolaboracja, „Numb/Encore” z Linkin Park (wygrana)
- 2004[52]
  - Najlepszy męski wideoklip, „Frontin'” z Pharrellem (wygrana)
  - Najlepszy żeński wideoklip, „Crazy in Love” z Beyoncé (nominacja)
  - Najlepszy wideoklip hip hopowy, „Change Clothes” z Pharrellem (nominacja)
  - Najlepsza kolaboracja, „Crazy in Love” z Beyoncé (wygrana)
- 2002[53]
  - Najlepszy artysta hip hopowy (nominacja)
  - Najlepszy artysta koncertowy (nominacja)
  - Nagroda inspiracji (wygrana)

## Nickelodeon Kids’ Choice Awards
- 2011
  - Ulubiony artysta (nominacja)
- 2010
  - Ulubiony artysta (wygrana)

## NME Awards
- 2010[54]
  - Najlepszy koncert, Jay-Z w Alexandra Palace (nominacja)

## People’s Choice Awards
- 2012
  - Ulubiony artysta hip hopowy (nominacja)